# Ella park

Ella park är en kommundel i Täby kommun, Stockholms län. Det är ett renodlat villaområde och domineras av större villor. Ella park gränsar i väster mot Skarpäng, i norr mot Ensta och i söder mot Ella gård.
Namnet Ella park började användas i början av 1930-talet när man började exploatera det som då kallades "norra Ella" och avstyckade tomter.

## Tätorten
1950 avgränsade SCB här en tätort med 997 invånare. Från 1960 kom orten att räknas till Roslags Näsby tätort (senare Täby tätort) . I dag räknas området till Stockholms tätort.